# NGC 177
NGC 177 este o galaxie spirală localizată în constelația Balena. A fost descoperită în anul 1886 de către Frank Muller. De asemenea, a fost observată încă o dată de către Herbert Howe.